# Raul Togni Filho
Raul Togni Filho (Poços de Caldas, 23 ottobre 1964) è un ex cestista e allenatore di pallacanestro brasiliano.
È il padre di Raulzinho.

## Carriera
Con il Brasile ha disputato i Campionati americani del 1997.